# Брянка (река)
Бря́нка (в верховье Шабар; бур. Бүреэн, Буряан) — река в Заиграевском районе Бурятии, левый приток Уды. Длина — 128 км, площадь водосборного бассейна — 4470 км². Среднегодовой расход воды в 12 км от устья — 3,73 м³/с.

## География
Берёт начало в центральной части хребта Цаган-Дабан. В верховьях течёт в северо-западном направлении в горно-лесной местности и носит название Шабар (бур. Шабар — грязь). Ниже села Шабур, после впадения ручья Бойцы́, принимает название Брянка (бур. Бүреэн). У села Старая Брянь, приняв левый приток Кокытей, поворачивает под прямым углом на северо-восток, где долина реки немного расширяется. Ниже села Новая Брянь принимает справа приток Челутай и поворачивает на север. Немногим ниже перед пгт Заиграево справа в Брянку впадает её основной приток — Илька. Впадает с юга в Уду между пгт Онохой и селом Усть-Брянь.
Западнее села Усть-Брянь русло Брянки делится надвое. Правое русло, именуемое собственно Брянкой, полностью пересохло и весь поток воды идёт по левому руслу, именуемому Шарлаунка. Шарлаунка — это неправильная интерпретация названия местности бур. Шара уhан — Жёлтая вода.

Долин реки Брянки. Вид с пещеры Старая Брянь
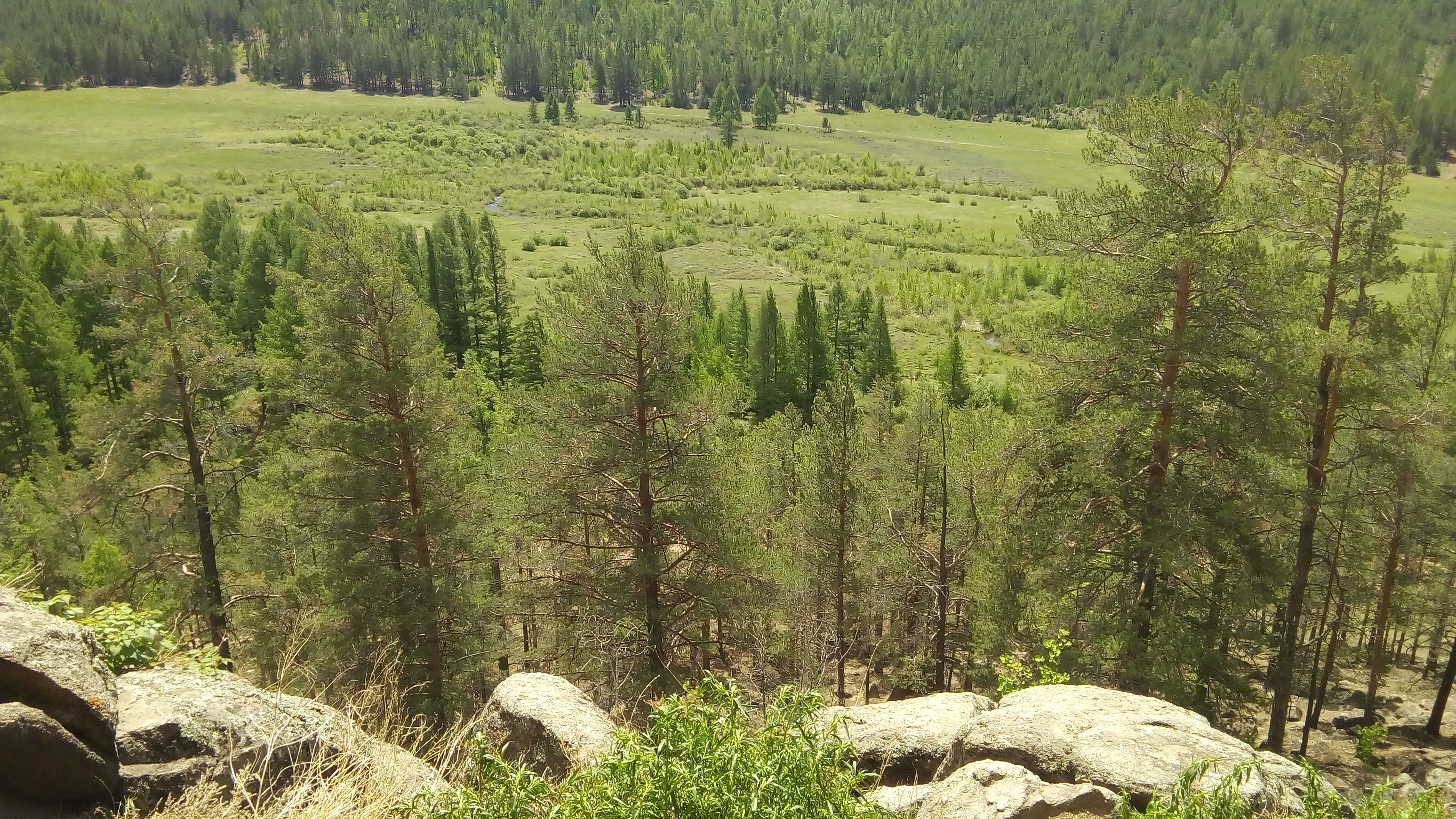
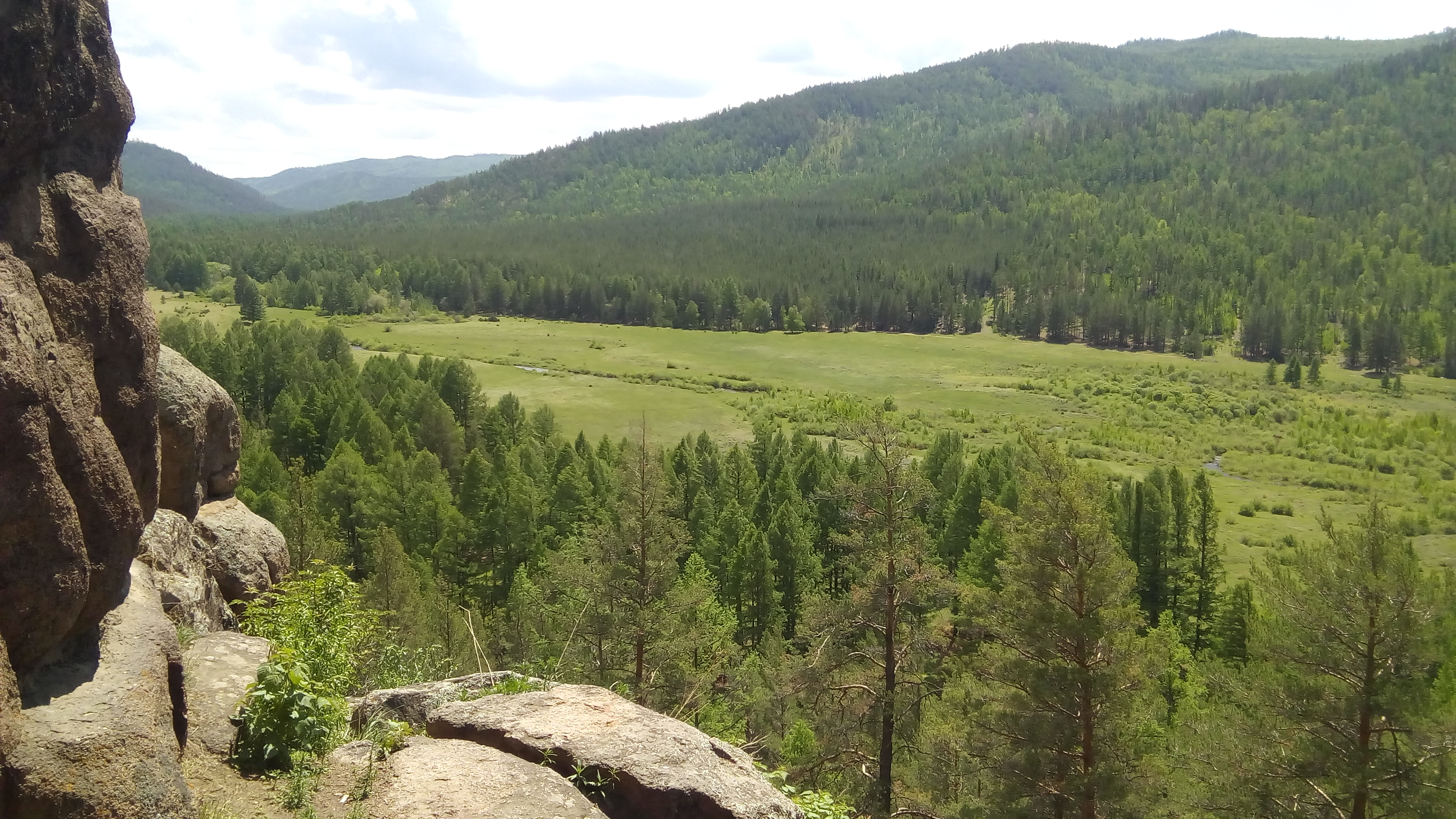

## Археология
В долине реки Брянка обнаружены поселения эпохи верхнего палеолита: Каменка 1 (35—30 тыс. лет назад) и Варварина Гора (34,9 тыс. лет назад). Комплекс А на поселении Каменка 1 датируется радиоуглеродным методом периодом между 49 и 41 тыс. лет до настоящего времени, возможно, временем одного из умеренных событий, которое следует за холодным событием Хайнриха 5, и относится к исходному (IUP) или раннему (EUP) этапу верхнего палеолита. На поселениях толбагинской культуры Варварина Гора и Каменка применялись пластинчатые (ламинарные) технологии изготовления орудий.

## Притоки
(расстояние от устья)
- 44 км: река Илька (пр)
- 58 км: река Челутай (пр)

## Населённые пункты
На реке расположены населённые пункты Заиграевского района: в устье — пгт Онохой, село Усть-Брянь, в среднем течении — районный центр пгт Заиграево, сёла Новая Брянь, Старая Брянь, в верховьях — село Шабур.

## Данные водного реестра
По данным государственного водного реестра России относится к Ангаро-Байкальскому бассейновому округу, речной бассейн реки — Селенга (российская часть бассейнов), водохозяйственный участок реки — Уда.
Код объекта в государственном водном реестре — 16030000412116300018911.